# Diplogyniidae
Diplogyniidae – rodzina roztoczy z kohorty żukowców i nadrodziny Celaenopsoidea.
Takson ten został wprowadzony w 1941 roku przez Ivara Trägårdha.
Żukowce te mają na tarczce piersiowej 1 lub więcej par szczecin. Palce ruchome ich szczękoczułków wykazują dymorfizm płciowy. Obecna para tarczek metasternalnych, jedna metasternalna lub tarczka ta zlana jest z piersiową. Tarczka mesogynialna jest wielokątna lub trójkątna, znacznie mniejsza niż latigynialne, może się zlewać z wentrianalną, która z kolei otoczona jest parą tarczek wentromarginalnych. 
Należy tu 85 gatunków zgrupowanych w 45 rodzajów, w tym:
- Bilongicauda Elsen, 1975
- Bingervillia P. Elsen, 1981
- Burgeonium Elsen, 1975
- Brachysternum Trägårdh, 1950
- Brachysternopsis P. E. Hunter, 1993
- Ceratocelaenopsis Trägårdh, 1950
- Cingulacarus Elsen, 1975
- Crassoseta P. E. Hunter, 1993
- Crenamargo Hicks, 1958
- Cryptometasternum Trägårdh, 1950
- Diplogyniella Trägårdh, 1950
- Diplogyniopsis Trägårdh, 1950
- Diplogynium G. Canestrini, 1888
- Discretoseta P. Elsen, 1981
- Eboriella P. Elsen, 1981
- Forkosclerite A. Kumar-Datta, 1985
- Heveacarus Elsen, 1974
- Heterodiplogynium Trägårdh, 1950
- Hirsutocapillus P. Elsen, 1981
- Lobogyniella Krantz, 1958
- Lobogynium Trägårdh, 1950
- Brachylobogynium Bhattacharyya, 1969
- Lobogynoides Trägårdh, 1950
- Megachaetochela Trägårdh, 1950
- Microdiplogynium Trägårdh, 1950
- Monodiplogynium Womersley, 1958
- Neolobogynium Hicks, 1957
- Neodiplogynium Trägårdh, 1950
- Ophiocelaeno Johnston & Fain, 1964
- Paradiplogynium Womersley, 1958
- Passalacarus Pearse & Wharton, 1936
- Pseudodiplogyniopsis P. Elsen, 1981
- Pseudofusio P. Elsen, 1981
- Pyramidogynium Elsen, 1974
- Quadristernoseta Elsen, 1975
- Schizodiplogynium Trägårdh, 1950
- Spatulosternum Elsen, 1974
- Trichodiplogynium Trägårdh, 1950
- Tridiplogynium Trägårdh, 1950
- Weiseronyssus Samsinak, 1962